# هوقل ألاشاني
هوقل ألاشاني (الاسم العلمي: Spermophilus alashanicus) (بالإنجليزية: Alashan Ground Squirrel)‏ هو نوع من الحيوانات يتبع جنس الهوقل من فصيلة سنجابية.